# Иван Петров (кмет)
Иван Петров Ангелов е български политик и общественик, член на БКП, председател на Изпълнителния комитет на Градски общински народен съвет (ИК на ГОНС) Михайловград през периода март 1962 – ноември 1963 г., първи секретар на ГК на БКП, първи заместник-председател на ОНС – Михайловград и др.

## Биография
Роден е на 26 септември 1924 г. в гр. Фердинанд в семейството на участник в Септемврийското въстание 1923 г. и политзатворник 1925 – 1931 г. Участва в дейността на детските комунистически групи, организирани от БКП в града. Учи в прогимназията и в Търговската гимназия на гр. Фердинанд. Член е на РМС от 1941 г., участва в просветната работа на градската организация, в разпространяване на нелегални материали, събиране и изпращане на колети за концлагеристи, в издаването на нелегалния вестник „Фердинандски зов“, както и в изработването на циклостил. През 1943 г. постъпва в казармата, по-късно в школа за запасни офицери. След 9 септември 1944 г. служи в гвардията, бил е на работа в РМС, от 1947 г. е офицер в трудови войски. Работи на редица обекти – дигите в Белене и Тутракан, Бръшлянската напоителна система, Дунав мост, Подбалканската жп линия, летището в Граф Игнатиево, Прохода на републиката. През март 1954 г. е заместник-командир на бригада в системата на строителни войски През 1955 г. се връща в Михайловград. След дейността председател на ИК на ГОНС е първи секретар на ГК на БКП, от 1971 г. е първи заместник-председател на ОНС Михайловград. На заседание на ИК на ГНС на 2 юли 1971 г. е удостоен с почетния знак и почетната значка на града за дългогодишна дейност като председател на ГНС и преминаването му на длъжност първи заместник-председател на ИК на ОНС Михайловград. През 1981 – 1986 г. е секретар по строителството в ОК на БКП и работи във военния отдел. Военно звание подполковник. Умира на 9 април 2005 г.

## Политическа дейност
След проведените избори за членове на градски народни съвети на 25 февруари 1962 г. започва дейността на Иван Петров като председател на ИК на ГОНС Михайловград. На 4 март същата година се провежда учредителна сесия на ГОНС, на която е избран ИК в състав от 11 членове, за председател е избран Иван Петров, заместник-председател Симеон Момчилов. Първото заседание на ИК на ГОНС с председател Иван Петров е на 12 март 1962 г.
През 1962 г. се извършва строителство на Партийния дом, Дома на съветите, ГУМ и Профсъюзния дом, изгражда се жилищния комплекс „Септемврийци“ в центъра на града. Завършена е работата по водоснабдяване, канализация и осветление за оформяне на новия център, преустроена е градската градина и са асфалтирани алеите. През 1963 г. е оформен мраморният площад в центъра на града с изображение на чипровски килим и паметник-костница „Септември 1923 г.“. Павирана е главната улица и е изградено водно огледало пред паметника на Септемврийското въстание, с което се изменя напълно облика на централната част на града. С решение на ИК на ГОНС новият площад се именува „23 септември“, в чест на Септемврийското въстание 1923 г. Строят се и редица важни стопански и културни обекти: завод за електроакустична апаратура, бензиностанция край шосето за Враца, болница, киносалон, училище, жилищни блокове и др.
През 1963 г. е създаден е промкомбинат „Балкан“ за производство на търговско обзавеждане. По време на панаира е организирана промишлена изложба, която показва развитието на предприятията в града и усвояването на нови производства. Все още обаче има проблеми с асортимента на производството, което води до липса на някои важни стоки и услуги на гражданите. Съществуват опашките за хляб, не достигат строителни материали – цимент, водопроводни тръби и др. за мащабното строителство, има текучество и недостиг на строителни работници. Затруднения има и при осигуряване на жилища за жителите на града.
Открити са: нова сграда на кино „Г. Димитров“ с младежка сладкарница, Техникум по електротехника и ЦДГ № 4. Поради преминаване към задължително осмокласно основно образование се създава Трето основно училище, двете гимназии се обединяват в една политехническа гимназия и се извършва райониране на града и разпределяне на учениците. Създаден е Профсъюзен дом на културата, започва приемане на програмата на Българската телевизия (1962 г.), открити са: Държавен архив и професионален театър (1963 г.) През септември 1963 г. в града гостуват съветските космонавти Валери Биковски и Валентина Терешкова, които са обявени за почетни граждани на града. Открит е паметник на Чипровското въстание от 1688 г. в местността Жеравица.
Работи се по довършване на училищна сграда, градската баня и хлебозавода, извършва се корекция на изворската вада, разширява се водопроводната и канализационна мрежа.
На 29 ноември 1963 г. е проведено извънредно заседание на ИК на ГОНС в присъствието на Анастас Първанов – председател на ОНС – Михайловград с информация за кадрови промени в ИК. Поради избирането на Иван Петров за първи секретар на ГК на БКП е решено да бъде освободен от длъжността председател на ИК, като остане член на ИК.
На редовната ноемврийска сесия на ГОНС (29.11.1963 г.) се взема решение да бъде освободен Иван Петров като председател на ИК поради преминаване на друга работа. Заместник-председателят Христо Казаков изпълнява длъжността „председател на ИК“ до избирането на нов председател. 